# مگس‌گیر دم‌حنایی
مگس‌گیر دم‌حنایی (به انگلیسی: Rufous-tailed flycatcher)، گونه‌ای پرنده از تیره ژیان‌مرغان است که در جامائیکا یافت می‌شود. زیستگاه طبیعی آن‌ها جنگل‌های گرمسیری یا نیمه‌گرمسیری، جنگل‌های موجود در کوه‌ها یا جنگل‌های به شدت خراب شدهٔ پیشین است.